# Bernd Neunzling
Bernd Neunzling (* 30. September 1969 in Kaiserslautern) ist ein deutscher Schauspieler und Autor.

## Karriere
1995 schrieb und spielte er Vater! Komplex! (UA: Tuchfabrik Trier), 1996 verkörperte er die Hauptrolle im preisgekrönten Kurzfilm Jesus macht nicht mehr mit (Regie: Uwe Thein) sowie den Pestdoktor in „Hexenbrennen“ am Theater Trier; 1997 gewann er den RPR1-Comedypreis in Trier. Im Folgejahr spielte er im Stück „Zapping“. Nach dem Solostück Mr.King oder die Reise nach Timbuktu (Premiere 2001 Stadttheater Erlangen) folgte das Zweipersonenstück Kleine Würste, welches im Oktober 2003 im Theater Sommerhaus in Premiere ging. 2008 spielte er die Rolle des Romero im mehrfach preisgekrönten Kurzfilm Brother’s Keeper (Regie: Martijn Smits), der unter anderem beim Filmfestival in Utrecht im Hauptprogramm zu sehen war.
2001 erschien das unter seiner Mitwirkung entstandene Hörbuch Schlagschatten nach Paul Auster.